# Rolf Sandqvist

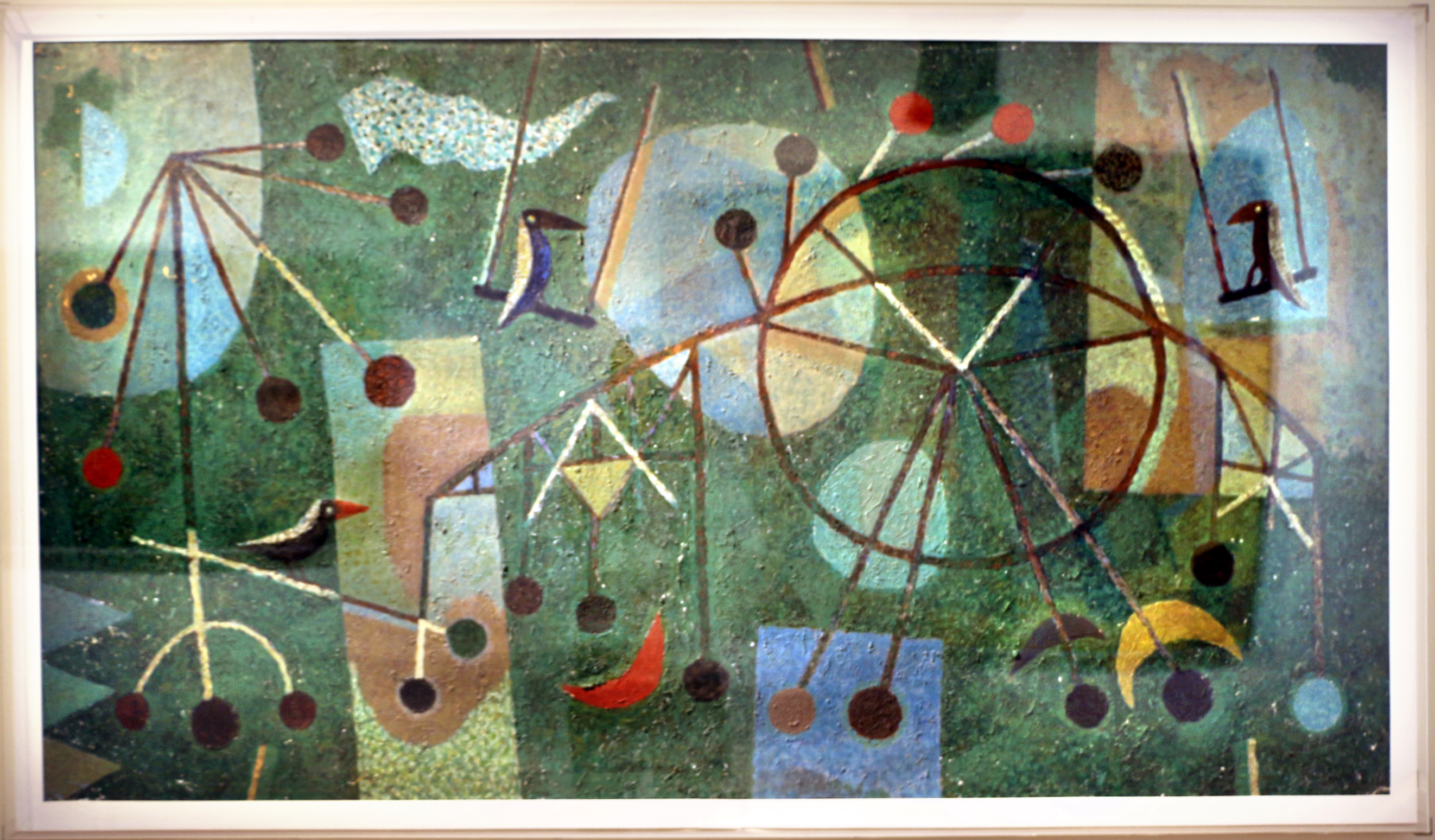
Sans title (1954).

Rolf John Sandqvist, född 21 november 1919 i Helsingfors, död där 27 februari 1994, var en finländsk konstnär och författare. Han var far till Tom och Ville Sandqvist. 
Sandqvist studerade 1938–1939 vid Centralskolan för konstflit, 1938–1941 vid Helsingfors universitet och 1944–1946 samt 1949 vid Pittsfield Art School i USA. Efter studierna, delvis avbrutna av kriget, hade Sandqvist sin debututställning 1943. Den följdes av mängder av utställningar både i hemlandet och runtom i världen. Som scenograf var han framför allt verksam vid Teatteri Jurkka i Helsingfors. Han hade tidigt en internationell inriktning och gjorde längre studieresor i alla världsdelar. Stark inspiration gav inte minst den folkliga konsten i Sydamerika; med indianerna kände han sig befryndad. Som målare och grafiker utvecklade han ett huvudsakligen abstrakt formspråk, stundom med inslag av figurativa detaljer eller humoristiska accenter i en anda som uppvisar släktskap med Paul Klee eller Joan Miró. Hans måleri återfinns i många samlingar både i Finland och utomlands. 
Skrattet som tröst bakom konstnärens clownmask utmärker även Sandqvists författarskap, som inleddes med den kåserande boken Rolle på jakt efter lyckan (1944). Alberts bok (1946) ger fint fångade småstadsinteriörer med Borgå som förebild. Romanen Taskspelaren (1957) tilldrar sig i cirkusmiljö. Mitt kära krig (1967) berör krigsupplevelser i groteskens form, inte olikt Henrik Tikkanens pacifistiska predikningar. Himmelsberget (1980) är en samling berättelser om bohemens slingrande livsväg och möten med personligheter i samhällets marginal. Här ingår också en kärleksförklaring till romerna och deras kultur, som i Sandqvist, själv en utpräglad nomadnatur, hade en engagerad förespråkare.